# Oasis (альбом Роберты Флэк)
| Оценки критиков               | Оценки критиков |
| Источник                      | Оценка          |
| ----------------------------- | --------------- |
| AllMusic                      | [ 1 ]           |
| Encyclopedia of Popular Music | [ 2 ]           |

Oasis — двенадцатый студийный альбом американской певицы Роберты Флэк, выпущенный в 1988 году на лейбле Atlantic Records. Продюсером альбома стала сама певица.

## Об альбоме
Это был первый сольный студийный альбом певицы с 1982 года. В 1983 году она выпустила совместный с Пибо Брайсоном альбом Born to Love. В 1985 году певица начала записывать новый альбом вместе с Ахмедом Эртегюном, было записано уже достаточно материала даже придумано название альбома — Miss Melody and the Uptown Harlem Stompers, однако певице не нравился результат и она поставила проект на паузу, песни для этого альбома так и не были изданы. В итоге певица взялась лично заниматься продакшном нового альбома, записав его в течение 1988 года.
30 октября, за день до релиза пластинки, был выпущен лид-сингл «Oasis», который смог возглавить чарт Hot Black Singles. На второй сингл «Uh-Uh Ooh-Ooh Look Out (Here It Comes)» были выпущены ремиксы, поэтому песня стала популярна в клубах, отчего смогла возглавить чарт Dance Club Songs.
Сам же альбом занял 159 место в чарте Billboard 200 и 24 место в чарте Top Black Albums.

## Список композиций
| №   | Название                                      | Автор(ы)                                   | Длительность |
| --- | --------------------------------------------- | ------------------------------------------ | ------------ |
| 1.  | «Oasis»                                       | Маркус Миллер, Марк Стивенс                | 6:09         |
| 2.  | «All Caught Up In Love»                       | Седа Гарретт, Марвин Хэмлиш                | 4:06         |
| 3.  | «Uh-Uh Ooh-Ooh Look Out (Here It Comes)»      | Николас Эшфорд, Валери Симпсон             | 4:40         |
| 4.  | «Shock To My System» (Duet with Simon Climie) | Франни Голд, Энди Голдмарк, Деннис Ламберт | 4:24         |
| 5.  | «You Who Brought Me Love»                     | Энди Голдмарк                              | 4:00         |
| 6.  | «Something Magic»                             | Маркус Миллер, Марк Стивенс                | 4:04         |
| 7.  | «And So It Goes»                              | Роберта Флэк, Майя Энджелоу, Барри Майлс   | 3:34         |
| 8.  | «You Know What It’s Like»                     | Роберта Флэк, Барри Майлс, Бренда Расселл  | 4:45         |
| 9.  | «And So It Goes» (Reprise)                    | Роберта Флэк, Майя Энджелоу, Барри Майлс   | 1:00         |
| 10. | «My Someone To Love»                          | Роберта Флэк, Маркус Миллер                | 5:51         |
| 11. | «(His Name) Brazil»                           | Роберта Флэк, Генри Гаффни, Энди Голдмарк  | 4:51         |

## Чарты
| Чарт (1988)                            | Пиковая позиция |
| -------------------------------------- | --------------- |
| США (Billboard 200)                    | 159             |
| США (Billboard Top R&B/Hip-Hop Albums) | 24              |